# ダラス・ロング
ダラス・ロング（Dallas Long、1940年6月13日 - 2024年11月10日）は、アメリカ合衆国の男子陸上競技選手。砲丸投選手として1960年ローマオリンピックに出場し、19.01mの記録で同じアメリカのビル・ニーダーとパリー・オブライエンにつぎ銅メダルを獲得。
ロングは、4年後の地元でおこなわれた1964年東京オリンピックにも出場し、20.33mのオリンピック新記録で金メダルを獲得した。
2024年11月10日、モンタナ州ホワイトフィッシュで死去。84歳没。

## 主な実績
| 年   | 大会                   | 場所                   | 種目   | 結果 | 記録   |
| ---- | ---------------------- | ---------------------- | ------ | ---- | ------ |
| 1959 | パンアメリカンゲームズ | シカゴ(アメリカ合衆国) | 砲丸投 | 銀   | 18.51m |
| 1960 | オリンピック           | ローマ(イタリア)       | 砲丸投 | 銅   | 18.51m |
| 1964 | オリンピック           | 東京(日本)             | 砲丸投 | 金   | 20.33m |